# Hérnia inguinal indireta
A Hérnia Inguinal Indireta normalmente acontece em crianças do sexo masculino no recém-nascido ou no início da infância (mas pode também ocorrer na vida adulta). Acredita-se que a hérnia inguinal indireta seja causada por um problema no qual a entrada do canal inguinal (que normalmente fecha durante a época do nascimento) permanece aberto. Esta condição afeta 1 a 2 por cento dos recém-nascidos.